# Joe Hinton

Größter Erfolg mit Funny auf Backbeat 541

Joe Hinton (* 15. November 1929 in Evansville, Indiana; † 13. August 1968 in Boston, Massachusetts) war ein US-amerikanischer Soul- und Rhythm-and-Blues-Sänger. Mit dem Countrysong Funny hatte er 1964 seinen größten Schallplattenerfolg. 

## Biografie
Seine musikalische Karriere begann Hinton in Los Angeles als Sänger im Chosen Gospel Quartet. 1957 schloss er sich der Gospelgruppe Spirit of Memphis Quartet an. Mit dieser Gruppe nahm Hinton unter anderem den Gospelsong Lost in Sin auf Schallplatte auf. Mit seinem hervorstechenden Tenor fiel er dem Produzenten Don Robey der Schallplattenfirma Peacock auf, die die Platten der Gruppe veröffentlichte. Er riet ihm zu einem Wechsel zur säkularen Musik und vermittelte ihm einen Vertrag beim Peacock-Sublabel Backbeat Records. Dort nahm Hinton im Herbst 1958 seine erste Soloplatte mit den Titeln I Know und Ladder of Prayer auf. Es dauerte bis 1963, ehe sich der erste Verkaufserfolg einstellte. Der Titel You Know It Ain't Right erschien im Juni 1963 in den Hot 100 des US-Musikmagazins Billbord und erreichte dort als Bestwert den 88. Platz. Besser konnte sich dieser Titel in den Rhythm-and-Blues-Charts (R&B) auf Rang 20 platzieren. Auch der Titel auf der Nachfolgeplatte Better to Give Than Receive kam wieder in die Hot 100, wo er Platz 89 belegte. Seinen größten Erfolg hatte Hinton im August 1964, als der Titel Funny in den Hot 100 auf Platz 13 stieg, aber in den R&B-Charts Platz eins erreichte. Mit zwei weiteren Titeln kam Hinton 1964 und 1965 noch einmal in die R&B-Charts: A Thousand Cups of Happiness (19.) und I Want a Little Girl (34.). Seine letzte Single Got You on My Mind / Please wurde 1968 veröffentlicht. Im gleichen Jahr starb Hinton im Alter von 38 Jahren an Hautkrebs.

## US-Charts bei Billboard
| Einstieg | Titel                        | Hot 100 | R&B |
| -------- | ---------------------------- | ------- | --- |
| 06/1963  | You Know It Ain't Right      | 88.     | 20. |
| 10/1963  | Better to Give Than Receive  | 89.     |     |
| 08/1964  | Funny                        | 13.     | 1.  |
| 10/1964  | A Thousand Cups of Happiness |         | 19. |
| 02/1965  | I Want a Little Girl         |         | 34. |

## US-Diskografie

### Vinyl-Singles
| A/B-Seite                                            | Katalog-Nr. | veröffentl. |
| ---------------------------------------------------- | ----------- | ----------- |
|                                                      | Backbeat    |             |
| I Know / Ladder of Prayer                            | 519         | 11/1958     |
| Pretty Little Mama / Will You                        | 526         | 4/1959      |
| A Thousand Cups of Happiness / If You Love Me        | 532         | 5/1960      |
| The Girls in My Life / Come On Baby                  | 535         | 1961        |
| You Know It Ain't Right / Love Sick Blues            | 537         | 1963        |
| There Is No In Between / Better to Give Than Receive | 539         | 9/1963      |
| There Oughta be a Law / You're My Girl               | 540         | 1964        |
| Funny / You Gotta Have Love                          | 541         | 7/1964      |
| I Want a Little Girl / True Love                     | 545         | 1965        |
| Darling Come Talk to Me / Everything                 | 547         | 4/1965      |
| Pledging My Love / Just a Kid Named Joe              | 550         | 1965        |
| I'm Waiting / How Long Can I Last                    | 565         | 1966        |
| Lots of Love / If I Had Only Known                   | 574         | 1966        |
| Close to My Heart / You've Been Good to Me           | 581         | 1967        |
| Be Ever Wonderful / I'm Satisfied                    | 589         | 1968        |
| Got You on My Mind / Please                          | 594         | 1968        |

### Langspielplatten
| Titel                  | Katalog-Nr. | veröffentl. |
| ---------------------- | ----------- | ----------- |
| Funny                  | Backbeat 60 | 1965        |
| Remembers – Joe Hinton | Duke 91     | 1969        |